# R. Lee Ermey
Ronald Lee Ermey (n. 24 martie 1944, Emporia⁠(d), Kansas, SUA – d. 15 aprilie 2018, Santa Monica, California, SUA) a fost un sergent american, veteran al războiului din Vietnam, actor, și prezentator de televiziune.

## Biografie
Ermey s-a născut în Emporia, Kansas. În 1961, a intrat în US Marine Corps. Doi ani (1965-1967) a servit ca sergent instructor în San Diego și în tabăra de la Parris Island, Carolina de Sud. În 1968 a mers în Vietnam, unde a slujit timp de 14 luni, în al 17-lea grup de sprijin aerian. Apoi, a continuat serviciul militar în Okinawa, unde a fost avansat ca sergent senior (grad E-6), iar în 1972 a fost trecut în rezervă din cauza mai multor leziuni suferite în timpul serviciului.
Primul său rol de film a fost în 1978 în Băieții din Compania C (The Boys in Company "C"), pentru ca anul următor, în 1979 să apară nemenționat în Apocalypse Now.

## Filmografie
| An   | Titlu                                                | Rol                                           | Note |
| ---- | ---------------------------------------------------- | --------------------------------------------- | --- |
| 1978 | The Boys in Company "C"                              | Sergent Major Loyce (Instructor, Platoon 163) | |
| 1979 | Apocalypse Now                                       | pilot de elicopter Eagle Thrust Seven         | Nemenționat |
| 1984 | Purple Hearts                                        | Gunny                                         | |
| 1987 | Full Metal Jacket                                    | Sergent de artilerie Hartman                  | Una din rarele performanțe pe care Stanley Kubrick le-a permis vreodată să fie improvizate Boston Society of Film Critics Award for Best Supporting Actor Nominalizare la - Premiul Globul de Aur pentru cel mai bun actor în rol secundar (film) |
| 1987 | Miami Vice                                           | Detectiv Sergent Ernest Haskell               | vedetă invitată "Rising Sun of Death" Episodul 9, Sezonul 4 serial TV |
| 1988 | Mississippi Burning                                  | Primar Tilman                                 | |
| 1989 | The Siege of Firebase Gloria                         | Sergent Major Bill Hafner/Narator             | Nemenționat scenarist |
| 1989 | Fletch Lives                                         | Jimmy Lee Farnsworth                          | |
| 1989 | Demonstone                                           | Colonel Joe Haines                            | |
| 1990 | The Take                                             | Weller                                        | film de televiziune |
| 1990 | I'm Dangerous Tonight                                | Lieutenant Ackman                             | film de televiziune |
| 1990 | 83 Hours 'Til Dawn                                   | Glen Fairling                                 | film de televiziune |
| 1990 | The Terror Within II                                 | Von Demming                                   | |
| 1990 | The Rift aka Endless Descent                         | Căpitan Phillips                              | |
| 1991 | Toy Soldiers                                         | General Kramer                                | |
| 1991 | True Identity                                        | Șeful lui Houston                             | Nemenționat |
| 1991 | Kid                                                  | Luke                                          | |
| 1993 | Hexed                                                | Detectiv Ferguson                             | |
| 1993 | Sommersby                                            | Dick Mead                                     | |
| 1993 | Body Snatchers                                       | General Platt                                 | |
| 1993 | The Adventures of Brisco County, Jr.                 | Marshal Brisco County Senior                  | |
| 1993 | Double Switch (joc video)                            | Lyle (băiat bun)                              | Menționat ca R. Lee Emrey în versiunea Sega CD |
| 1994 | French Silk                                          | Șef Crowder                                   | film de televiziune |
| 1994 | On Deadly Ground                                     | Stone                                         | |
| 1994 | Rise and Walk: The Dennis Byrd Story                 | Mr. Byrd                                      | Nemenționat; film de televiziune |
| 1994 | Naked Gun 33⅓: The Final Insult                      | Mess Hall Guard                               | Nemenționat |
| 1994 | Chain of Command (fi/fr)                             | Benjamin Brewster                             | |
| 1994 | Savate                                               | Benedict                                      | nemenționat |
| 1994 | Love Is a Gun                                        | Frank Deacon                                  | |
| 1994 | Kidnapped                                            |                                               | |
| 1995 | Murder in the First                                  | judecător Clawson                             | |
| 1995 | Leaving Las Vegas                                    | persoana care participă la o convenție        | |
| 1995 | Se7en                                                | Căpitan de poliție                            | |
| 1995 | The X-Files                                          | Reverend Findley                              | Episodul "Revelations" serial TV |
| 1995 | The Simpsons                                         | Colonel Leslie Hapablap                       | doar voce Episodul "Sideshow Bob's Last Gleaming" serial de animație |
| 1995 | Toy Story                                            | Sarge "Sergent"                               | doar voce film de animație |
| 1995 | Under the Hula Moon                                  | Lt. Col. J. P. McIntire                       | |
| 1995 | Dead Man Walking                                     | Clyde Percy                                   | |
| 1995 | Best of the Best 3: No Turning Back                  | Preacher Brian                                | Nemenționat |
| 1996 | Space: Above and Beyond                              | Sergent Major Bougus                          | film de televiziune |
| 1996 | The Frighteners                                      | The late Master Sergent Hiles                 | |
| 1996 | Soul of the Game                                     | Wilkie                                        | film de televiziune |
| 1997 | Dead Men Can't Dance                                 | Sen. Pullman T. Fowler                        | |
| 1997 | The Angry Beavers                                    | Sergent Goonther                              | doar voce Episodul "Fancy Prance/H2Whoa!" serial de animație |
| 1997 | Weapons of Mass Distraction                          | Billy Paxton                                  | film de televiziune |
| 1997 | Rough Riders                                         | Secretary of State John Hay                   | |
| 1997 | Prefontaine                                          | Bill Bowerman                                 | |
| 1997 | Cracker                                              | Lieutenant Fry                                | serial TV |
| 1997 | Switchback                                           | Sheriff Buck Olmstead                         | |
| 1997 | The Sender                                           | Colonel Rosewater                             | |
| 1998 | Gunshy                                               | Jerry                                         | |
| 1999 | You Know My Name                                     | Nix                                           | film de televiziune |
| 1999 | Life                                                 | Older Sheriff Pike                            | |
| 1999 | Avalanche                                            | Gary                                          | |
| 1999 | Megiddo: The Omega Code 2                            | President Richard Benson                      | |
| 1999 | SpongeBob SquarePants                                | Prison Warden                                 | doar voce Episodul "The Inmates of Summer" and "To Save a Squirrel" |
| 1999 | Big Guy and Rusty the Boy Robot                      | General Thorton                               | serial TV |
| 1999 | The Apartment Complex                                | Frank Stanton                                 | |
| 1999 | Toy Story 2                                          | Sarge "Sergent"                               | doar voce film de animație |
| 2000 | The Chaos Factor                                     | Col. Ben Wilder                               | |
| 2000 | Skipped Parts                                        | Caspar Callahan                               | |
| 2000 | Roughnecks: STC                                      | Sky Marshall Sanchez                          | |
| 2000 | Buzz Lightyear of Star Command: The Adventure Begins | Sarge                                         | doar voce animație direct-to-video film |
| 2000 | Jericho                                              | Marshall                                      | |
| 2001 | Saving Silverman                                     | Coach Norton                                  | |
| 2001 | Recess: School's Out                                 | Colonel O'Malley                              | doar voce film de animație |
| 2001 | Family Guy                                           | Coach                                         | doar voce Episodul "Mr. Saturday Knight" serial de animație |
| 2001 | Taking Sides                                         | General Wallace                               | |
| 2001 | Fallout Tactics: Brotherhood of Steel                | General Barnaky                               | doar voce joc video |
| 2001 | Crash Bandicoot: The Wrath of Cortex                 | Wa-Wa the Water Elemental                     | doar voce joc video |
| 2001 | On the Borderline                                    | Captain Elias                                 | |
| 2001 | Real War: Air, Land, Sea                             |                                               | doar voce joc video |
| 2001 | Real War: Rogue States                               |                                               | doar voce joc video |
| 2002 | Run Ronnie Run!                                      | Lead Kidnapper                                | |
| 2002 | The Salton Sea                                       | Verne Plummer                                 | |
| 2002 | Invader Zim                                          | Sergent Hobo 678                              | doar voce serial de animație |
| 2002 | History Channel's Mail Call                          | Gunny (În rolul său)                          | serial TV |
| 2002 | Frank McKlusky, C.I.                                 | Jockey Master                                 | Nemenționat direct-to-video |
| 2002 | A.K.A. Birdseye                                      | Sheriff Gathers                               | |
| 2002 | Scrubs                                               | Janitor's father                              | vedetă invitată Episodul "My Old Man" serial TV |
| 2002 | Y.M.I.                                               | John                                          | |
| 2002 | "Fillmore!"                                          | Colonel Thrift                                | vedetă invitată, doar voce Episodul "South of Friendship, North of Honor" serial de animație |
| 2003 | Willard                                              | Frank Martin                                  | |
| 2003 | The Texas Chainsaw Massacre                          | Sheriff Hoyt                                  | |
| 2003 | Kim Possible                                         | General Sims                                  | doar voce serial de animație |
| 2004 | The Grim Adventures of Billy and Mandy               | Drill Sergent                                 | doar voce serial de animație |
| 2004 | Father of the Pride                                  | Sergeant Bunny                                | doar voce serial de animație Episodul "One Man's Meat Is Another Man's Girlfriend" |
| 2005 | House                                                | John House                                    | apariție în Episodul "Daddy's Boy" serial TV |
| 2005 | Man of the House                                     | Captain Nichols                               | |
| 2006 | X-Men: The Last Stand                                | Sergent                                       | doar voce |
| 2006 | The Texas Chainsaw Massacre: The Beginning           | Charlie Hewitt/Sheriff Hoyt                   | |
| 2007 | SpongeBob SquarePants                                | Unnamed drill Sergent (the Inmates of Summer) | doar voce |
| 2008 | Solstice                                             | Leonard                                       | |
| 2008 | House                                                | John House                                    | apariție în Episodul "Birthmarks" serial TV |
| 2008 | Eleventh Hour                                        | Bob Henson (Farmer)                           | apariție în Episodul "Agro" serial TV |
| 2009 | Batman: The Brave and the Bold                       | Wildcat                                       | serial de animație |
| 2009 | History Channel's Lock N' Load with R. Lee Ermey     | Gunny (În rolul său)                          | serial TV |
| 2010 | Toy Story 3                                          | Sarge "Sergent"                               | doar voce film de animație |
| 2010 | Law & Order: Special Victims Unit                    | Walter Burlock                                | apariție în Episodul "Trophy" serial TV |
| 2011 | Family Guy                                           | Drill Sergent with Alzheimers Disease         | apariție în Episodul "Grumpy Old Man" serial TV |
| 2012 | The Watch                                            | Vecinul morocănos de la țară                  | victimă a extratereștrilor |
| 2012 | Kung Fu Panda: Legends of Awesomeness                | Tsin (The Most Dangerous Po)                  | doar voce |